# Тарасевич, Константин Михайлович
Константин Михайлович Тарасевич (17.01.1922, Черниговская область — 22.04.1945, Калининградская область) — штурман эскадрильи 58-го бомбардировочного авиационного полка 276-й бомбардировочной авиационной дивизии 1-й воздушной армии 3-го Белорусского фронта, капитан. Герой Советского Союза.

## Биография
Родился 17 января 1922 года в селе Тараса Шевченко ныне Репкинского района Черниговской области. Украинец. Член ВКП(б) с 1942 года. Образование среднее.
В 1940 году призван в ряды Красной Армии. В 1941 году окончил Харьковскую военную авиационную школу лётчиков и лётчиков-наблюдателей. В боях Великой Отечественной войны с декабря 1941 года. Воевал на Северо-Западном, Ленинградском и 3-м Белорусском фронтах.
К первому боевому вылету тщательно готовился весь экипаж. К. М. Тарасевич прокладывал маршрут над территорией, оккупированной врагом. Полёт прошел нормально. Штурман безукоризненно рассчитал время и угол сброса бомб, и они попали в цель. Момент взрыва был сфотографирован и по фотопланшету потом — уже дома — было установлено, что бомбами поражены жизненно важные точки вражеского военного объекта. В следующий раз бомбардировщик был атакован двумя истребителями противника. В воздушном бою К. М. Тарасевич проявил отличные способности воздушного стрелка. Оба истребителя были прошиты пулемётными очередями и догорели на земле. Славу незаурядного штурмана К. М. Тарасевич утвердил за собой после четвёртого боевого вылета, во время которого он в условиях очень плохой видимости всё-таки обнаружил тщательно замаскированную цель и точно поразил её бомбами. До него летали другие экипажи и обнаружить цель не смогли. Особенностью К. М. Тарасевича была большая скромность, трудолюбие, высокая дисциплинированность. Он использовал любую свободную минуту, как бы ни был утомлен, для того, чтобы лишний раз потренироваться в действии с оружием, пересмотреть силуэты самолётов противника, повторить их тактико-технические данные — это вооружало его более точными и полными знаниями, которые обеспечивали успех каждого боевого вылета на цель противника, успех в воздушном бою.
К марту 1945 года штурман эскадрильи 58-го бомбардировочного авиационного полка капитан К. М. Тарасевич совершил 576 боевых вылетов на разведку и бомбардировку войск и объектов противника, уничтожил около восьмисот вражеских целей, из которых больше половины важные военные сооружения, а также значительное количество живой силы и боевой техники врага. 22 апреля 1945 года, при налёте на один из приморских портов на Балтике, самолёт со штурманом К. М. Тарасевичем попал под ураганный обстрел зенитной артиллерии. Прямое попадание — самолёт упал в море. Водолазы извлекли из него тела погибших. Похоронен в городе Балтийск Калининградской области.
Указом Президиума Верховного Совета СССР от 29 июня 1945 года за образцовое выполнение боевых заданий командования по разведке и уничтожению живой силы и техники противника и проявленные при этом мужество и героизм, капитану Тарасевичу Константину Михайловичу присвоено звание Героя Советского Союза.

## Награды
- Золотая Звезда Героя Советского Союза[2].
- Награждён орденом Ленина,
- двумя орденами Красного Знамени[3],[4]
- Орден Отечественной войны I степени[5]
- Орден Красной Звезды[6].

## Память
- Имя Героя высечено золотыми буквами в зале Славы Центрального музея Великой Отечественной войны в Парке Победы города Москвы.
- На родине в селе Тараса Шевченко установлен бюст Героя[1].
- Именем Героя названа улица в родном селе.
- Имя К. М. Тарасевича носит школа в селе Мокрые Велички Репкинского района.

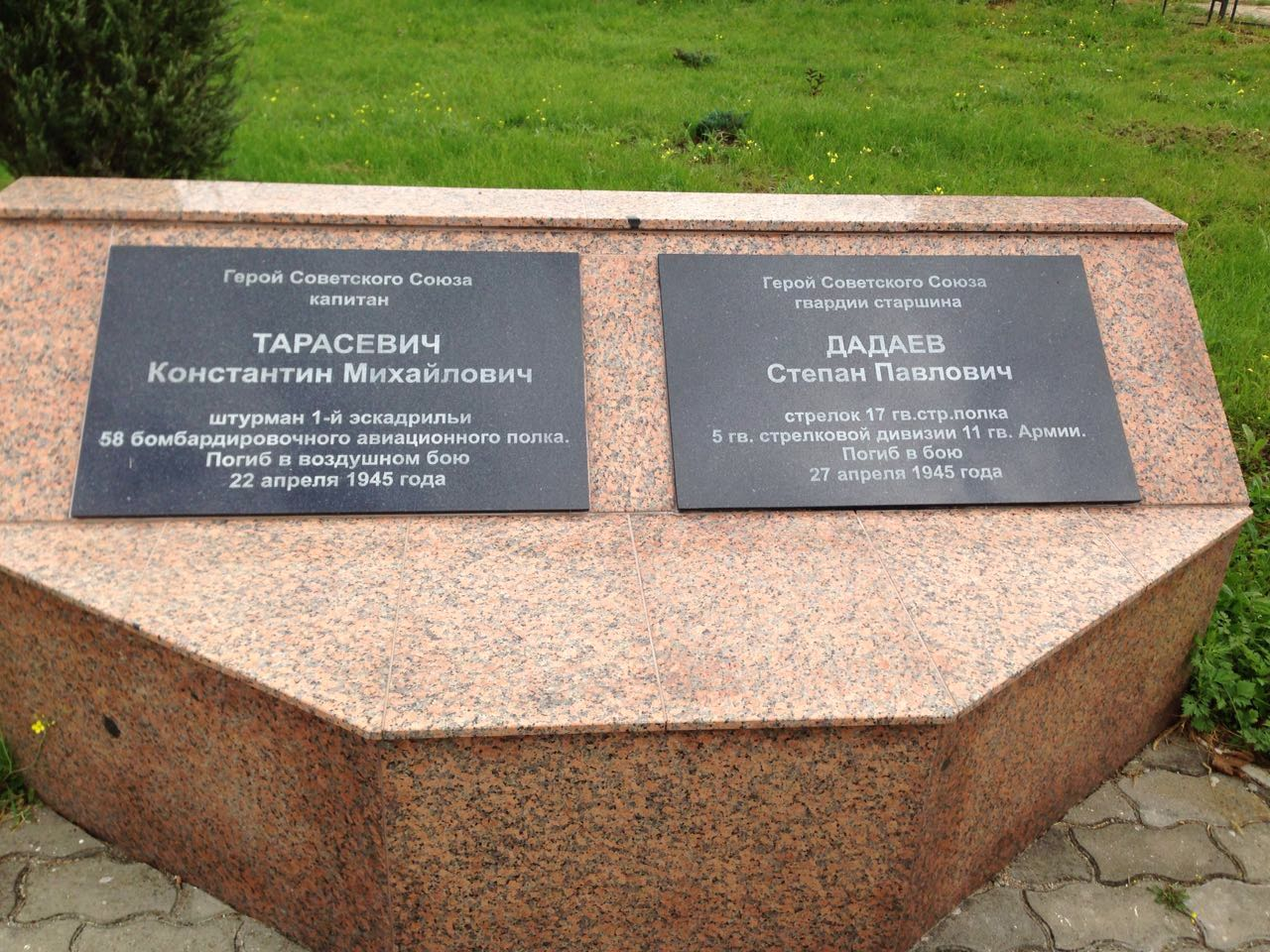
Памятная доска Героям Советского Союза Дадаеау С. П. и Тарасевичу К.М. в Балтийске.
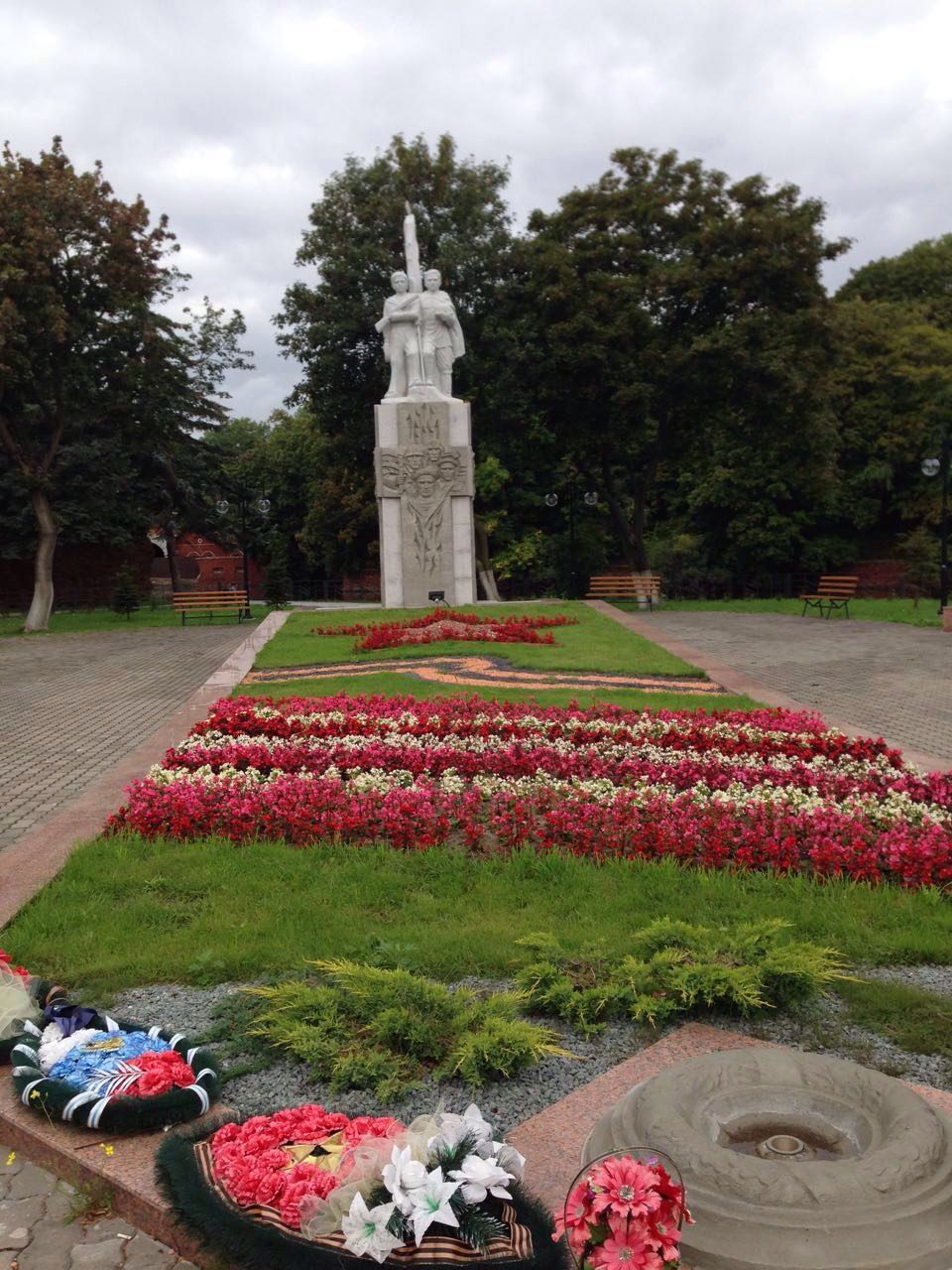
Центральный мемориал в Балтийске. Центральная скульптура. Балтийск 2016.